# 方輝龍
方輝龍（1898年3月2日—1987年7月1日）是台灣的醫師兼詩人，曾於1964年當選並接替蘇玉衡擔任嘉義市市長一職。
1918年：臺灣總督府臺北醫學專門學校畢業。
1919年：方輝龍（梅魂）、王甘棠、蔡酉、黃助等人倡組「尋鷗吟社」，推選方輝龍為社長。定名為「鷗」取詩人來往隨潮，自由有信。
1923年: 仲秋為五週年紀念，改稱「鷗社」，遍邀舊嘉義縣廳轄內一市六郡十詩社共組「嘉社」。
1921年: 參與蔣渭水與林獻堂成立「台灣文化協會」並辦理《台灣讀報社》為宣傳工具。
1927年: 參與以蔣渭水、林獻堂、蔡培火為首台灣民眾黨。
1931年: 開設弘仁診所, 中埔六腳騎腳踏車往診。
1945年：組成嘉義縣聯吟會，被推為總幹事。
1948年：當選嘉義市第二屆區民代表會代表。
1949年：在五十一歲踏入政壇。
1952年：當選第一屆市民代表會主席。
1954年：連任第二屆市民代表會主席。
1956年：當選第三屆市民代表。
1950年: 賴柏舟兼載前人遺墨主編《鷗社藝苑》至1955年共成4集。
1962年:當選第五屆市民代表會主席。
1964-1968年 (民國53-57年):擔任第五屆嘉義市長兼任嘉市文獻委員會主委。
1966年：編印發行《嘉義文獻》第一輯。
懸壺濟世55餘載,後由六子方士祁繼承弘仁診所。